# Schernebeck
Schernebeck is een plaats en voormalige gemeente in de Duitse deelstaat Saksen-Anhalt, en maakt deel uit van de Landkreis Stendal.
Schernebeck telt 243 inwoners.